# 아헤드 타미미
아헤드 타미미(2001년 1월 31일 ~ , 아랍어: عهد التميمي)는 팔레스타인 라말라알비레주의 나비 살리 마을에서 태어난 활동가이다. 2017년 12월에 이스라엘군을 폭행한 혐의로 수감되었다가 7개월만에 석방되었다.